# 真凸函数
数学の解析学（特に、凸解析）と数理最適化の分野において、真凸函数（しんとつかんすう、英: proper convex function）とは、拡大実数に値を取る凸函数 f で、少なくとも一つの x に対して
{\displaystyle f(x)<+\infty }
が成立し、すべての x に対して
{\displaystyle f(x)>-\infty }
が成立するもののことを言う。すなわち凸函数が真であるとは、その有効領域が空でなく、値として {\displaystyle -\infty } を取ることがないことを言う。真でない凸函数は広義凸函数（improper convex function）と呼ばれる。
真凹函数とは、{\displaystyle f=-g} が真凸函数であるような任意の函数 g のことを言う。

## 性質
Rn 上のすべての真凸函数 f に対し、ある Rn 内の b と R 内の β が存在して
{\displaystyle f(x)\geq x\cdot b-\beta }
がすべての x について成立する。
二つの真凸函数の和は必ずしも真あるいは凸ではない。例えば、集合 {\displaystyle A\subset X} と {\displaystyle B\subset X} がベクトル空間 X 内の空でない凸集合であるなら、指示函数 {\displaystyle I_{A}} と {\displaystyle I_{B}} は真凸函数であるが、{\displaystyle A\cap B=\emptyset } であるなら {\displaystyle I_{A}+I_{B}} は恒等的に {\displaystyle +\infty } に等しい。
二つの真凸函数の最小畳み込みは凸であるが、必ずしも真凸ではない。